# Eciton burchellii
Eciton burchellii is een Amerikaanse soort trekmier uit de familie der Formicidae.

## Leefgebied
E. burchellii komt voor in vochtige, tropische gebieden van Centraal- en Zuid-Amerika. De soort leeft vooral op de grond, maar hun tijdelijke nesten (bivak) bevinden zich ook vaak in bomen. Ze leven in kolonies met één koningin en circa een half miljoen werksters. De kolonies blijven zo'n 20 dagen op dezelfde plaats en trekken daarna naar een andere locatie. 's Nachts maken ze dan een tijdelijk nest. Ze verkiezen sterk beboste omgevingen.
De mier neemt een belangrijke plaats in in zijn habitat. Zijn aanwezigheid heeft impact op ruim 500 soorten. De soort staat bekend om zijn rooftochten, die gevolgd worden door tal van soorten die rekenen op overblijfsels of vluchtende geleedpotigen. Sommige soorten planten zich voort in de vluchtende soorten of in de karkassen van gedode prooien.

## Kenmerken
De mierensoort is polymorf: er zijn mannetjes, werksters en koninginnen. Alleen mannetjes hebben vleugels en facetogen. De werksters zijn 3 tot 12 mm lang en hebben een gouden tot bruine kleur. Hun sikkelvormige onderkaak is lang en puntig. De sterke kaak dient vooral om prooien vast te grijpen en te verslepen; voor het knippen van te grote prooien zijn ze minder geschikt. Ze hebben ook lange poten met op de voeten haken die ze gebruiken om zich aan elkaar vast te hechten, bijvoorbeeld om een brug of nest te vormen. Ze hebben ook een angel. Hun ogen bestaan uit 1 facet. Mogelijk stamt deze soort af van ondergrondse mieren waarvan de werksters geen ogen hadden. E. burchellii is wel nagenoeg blind. Voor communicatie rekenen ze eerder op chemische signalen (feromonen) en op tastzin.
De mieren hebben een breed, vetrijk menu dat bestaat uit diverse soorten ongewervelden en broedsels van andere vliesvleugeligen. Ze werken samen om hun prooien te vangen en naar hun nest te brengen.

## Voortplanting
De koningin zorgt voor het nageslacht. Ze legt ongeveer elke drie weken nieuwe eitjes. Een mannetje, naar het nest gebracht door werksters, bevrucht de koningin. Zij kan sperma opslaan om zo eitjes te blijven bevruchten. Op het borststuk staan stekels die het mannetje kan vastnemen bij de paring. Na het paren sterft het mannetje meestal binnen 48 uur. Hij kan slechts één keer in zijn leven paren.
Kleinere werksters zorgen vlijtig voor elk ei, elke larve en elke pop. Ze verplaatsen het broedsel binnen de kolonie om zo de abiotische factoren zo gunstig mogelijk te houden. Het mierennest kan van vorm veranderen om zo de omstandigheden optimaal te houden.